# Csataszög
Csataszög è un comune dell'Ungheria di 294 abitanti (dati 2015). È situato nella contea di Jász-Nagykun-Szolnok.